# Liste der Codices Palatini germanici 1–99

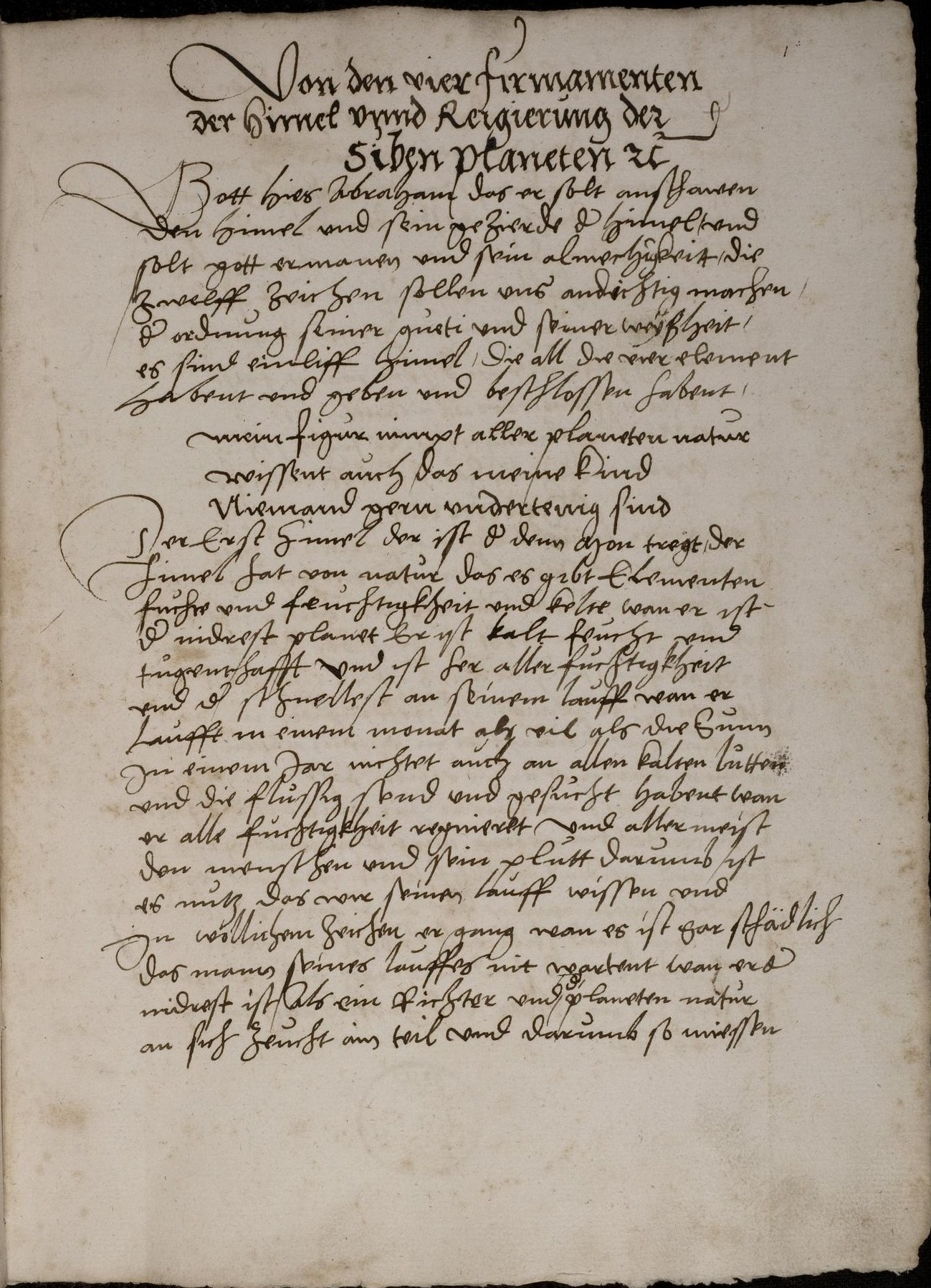
Cod. Pal. germ. 1, Blatt 1r: „Planetentraktat“

Diese Liste der Codices Palatini germanici gibt einen Überblick über die Handschriften 1–99 der insgesamt 848 Codices Palatini germanici (Cod. Pal. germ.; Cpg), mit Zusammenstellung der wichtigsten äußeren Daten.
Die Codices Palatini germanici sind die deutschsprachigen Handschriften der Bibliotheca Palatina, die nach wechselvoller Geschichte seit 1816 fast vollständig in der Universitätsbibliothek Heidelberg aufbewahrt werden; 1888 kam der letzte noch fehlende Bestandteil hinzu, der Codex Manesse (Cod. Pal. germ. 848).

## Liste der Handschriften Cod. Pal. germ. 1–99
Die Sprache aller Handschriften ist deutsch, es sei denn, es wäre ausdrücklich anders angegeben. Gleiches gilt für Handschriften mit lateinischen Titeln für deutsche Übersetzungen. Alle Codices sind normalerweise Handschriften, sollten es frühe Druckwerke oder Inkunabeln sein, ist dies angegeben.
Die Spalte ganz links verlinkt Wikipedia-Artikel zu den einzelnen Handschriften; die Spalte ganz rechts verlinkt die Startseiten der jeweiligen Digitalisate der Universitätsbibliothek Heidelberg.
| Cpg-Nr. | Inhalte | Entstehungsort und -zeit                                                   | Material             | Blattzahl | Maße in cm  | UB-Heidelberg |
| ------- | --- | -------------------------------------------------------------------------- | -------------------- | --------- | ----------- | ------------- |
| Cpg 1   | Astrologisch-medizinische Sammelhandschrift | Heidelberg, um 1538                                                        | Papier               | 52 Blatt  | 31 × 22,7   | Digitalisat   |
| Cpg 2   | Petrus Apian: Astronomicum Caesareum | Heidelberg (?), 2. Hälfte 16. Jh.                                          | Papier               | 40 Blatt  | 32,1 × 22,2 | Digitalisat   |
| Cpg 3   | Mondwahrsagebuch | Heidelberg (?), um 1400                                                    | Pergament            | 16 Blatt  | 34,5 × 20,5 | Digitalisat   |
| Cpg 4   | Rudolf von Ems: Willehalm von Orlens; Dietrich von der Glesse: Der Gürtel (Der Borte); Peter Suchenwirt: Liebe und Schönheit; Die Graserin u. a.                                   | Schwaben/Grafschaft Oettingen (?), 1455–1479                               | Papier und Pergament | 237 Blatt | 30,7 × 21,2 | Digitalisat   |
| Cpg 5   | Irmhart Öser: Epistel des Rabbi Samuel an Rabbi Isaak; Aderlaßbuch; Heinrich von Mügeln: Ungarnchronik; Gmünder Chronik                                                            | Bayern (?), 1. Viertel 15. Jh.                                             | Papier               | 79 Blatt  | 30 × 20,2   | Digitalisat   |
| Cpg 6   | Johannes Hartlieb: De mansionibus; Astrologische Texte | Heidelberg (?), um 1540                                                    | Papier               | 98 Blatt  | 28 × 19     | Digitalisat   |
| Cpg 7   | Wahrsagebuch | Bayern, 1. Hälfte 15. Jh.                                                  | Pergament            | 24 Blatt  | 33,4 × 25   | Digitalisat   |
| Cpg 8   | Sammlung von Briefen und Urkunden | verschiedene Orte, 16./17. Jh.                                             | Papier und Pergament | 338 Blatt | 34 × 22     | Digitalisat   |
| Cpg 9   | Andachtsbuch der Pfalzgräfin Elisabeth von Pfalz-Lautern | Kaiserslautern/Heidelberg (?), nach 1570                                   | Papier               | 83 Blatt  | 15 × 9      | Digitalisat   |
| Cpg 10  | Aristeas [Epistolographus]: Epistola ad Philocratem (deutsch) | Bayern (Franken), 1. Hälfte 16. Jh.                                        | Pergament            | 32 Blatt  | 21,4 × 14,5 | Digitalisat   |
| Cpg 11  | Monatsregimen | Bayern, 2. Hälfte 15. Jh.                                                  | Papier               | 81 Blatt  | 22 × 14,5   | Digitalisat   |
| Cpg 12  | Johannes Lichtenberger: Horoskop für Herzog Ludwig IX. von Bayern-Landshut | Landshut (?), nach 1471                                                    | Papier               | 112 Blatt | 21,5 × 15,4 | Digitalisat   |
| Cpg 13  | Abū-Maʿšar Ǧaʿfar Ibn-Muḥammad: De significationibus planetarum (deutsch) | Bayern, Mitte 15. Jh.                                                      | Papier               | 297 Blatt | 19 × 14,7   | Digitalisat   |
| Cpg 14  | Heinrich von Mügeln: Der Meide Kranz | Bayern, 1407                                                               | Pergament            | 73 Blatt  | 18,1 × 13,5 | Digitalisat   |
| Cpg 15  | Kalender | Diözese Salzburg, um 1496                                                  | Pergament            | 20 Blatt  | 16,1 × 12,8 | Digitalisat   |
| Cpg 16  | Bibel AT (deutsch): Bücher Mose, Josua, Richter, Ruth | Stuttgart (?), Werkstatt des Ludwig Henfflin, 1477                         | Papier               | 288 Blatt | 40,3 × 28   | Digitalisat   |
| Cpg 17  | Bibel AT (deutsch): Bücher Könige, Paralipomenon I und II, Esra, Tobias, Judith, Esther, Hiob                                                                                      | Stuttgart (?), Werkstatt des Ludwig Henfflin, 1477                         | Papier               | 307 Blatt | 39,6 × 27,3 | Digitalisat   |
| Cpg 18  | Bibel AT (deutsch): Psalter, Parabole, Ecclesiastes, Cantica canticorum, Sapientia, Ecclesiasticus, Propheten                                                                      | Stuttgart (?), Werkstatt des Ludwig Henfflin, 1477                         | Papier               | 376 Blatt | 38,3 × 26,7 | Digitalisat   |
| Cpg 19  | Bibel AT (deutsch): Bücher Mose, Josua, Richter | Hagenau, Werkstatt Diebold Lauber, 1441–1449                               | Papier               | 371 Blatt | 40,8 × 29   | Digitalisat   |
| Cpg 20  | Bibel AT (deutsch): Bücher der Könige, Paralipomenon I und II | Hagenau, Werkstatt Diebold Lauber, 1441–1449                               | Papier               | 250 Blatt | 40,3 × 29,2 | Digitalisat   |
| Cpg 21  | Bibel AT (deutsch): Bücher Esra, Nehemia, Tobias, Judith, Esther, Hiob, Psalter, Parabole, Ecclesiastes, Cantica, Sapientia, Ecclesiasticus                                        | Hagenau, Werkstatt Diebold Lauber, 1441–1449                               | Papier               | 381 Blatt | 40,5 × 29,2 | Digitalisat   |
| Cpg 22  | Bibel AT (deutsch): Bücher Jesaia, Jeremia, Baruch, Hesekiel, Daniel, 12 kleine Propheten                                                                                          | Hagenau, Werkstatt Diebold Lauber, 1441–1449                               | Papier               | 332 Blatt | 39 × 27,6   | Digitalisat   |
| Cpg 23  | Bibel NT (deutsch) | Hagenau, Werkstatt Diebold Lauber, 1441–1449                               | Papier               | 354 Blatt | 39,5 × 29   | Digitalisat   |
| Cpg 24  | Bertholdus Ratisbonensis: Predigten (deutsch) | [Heidelberg], 1370                                                         | Pergament            | 259 Blatt | 42,2 × 30,8 | Digitalisat   |
| Cpg 25  | Johannes Claus: Der gantz Psalter | Augsburg, nach 1542                                                        | Papier               | 206 Blatt | 31,2 × 20   | Digitalisat   |
| Cpg 26  | Paracelsus (theologische Schriften) | Neuburg an der Donau, um 1560                                              | Papier               | 220 Blatt | 30,5 × 22   | Digitalisat   |
| Cpg 27  | Otto von Passau: Die 24 Alten | Straßburg, Werkstatt von 1418, 1418                                        | Papier               | 170 Blatt | 37,5 × 26,8 | Digitalisat   |
| Cpg 28  | Texte von Heinrich Seuse; Meister Eckhart; Mönch von Heilsbronn u. a. | Südwestdeutschland, 2. Viertel 15. Jh.                                     | Papier               | 208 Blatt | 30 × 20,3   | Digitalisat   |
| Cpg 29  | Bibel AT (deutsch): Propheten (Esra bis Job) | Bayern, Anfang 15. Jh. (vor 1440?)                                         | Papier               | 328 Blatt | 30,7 × 20,8 | Digitalisat   |
| Cpg 30  | Berthold [der Bruder]: Die deutsche Summa Johannis | Südwestdeutschland, 1444                                                   | Papier               | 207 Blatt | 30,3 × 21   | Digitalisat   |
| Cpg 31  | Legendar | Schwaben, 1471                                                             | Papier               | 276 Blatt | 30,2 × 21   | Digitalisat   |
| Cpg 32  | Österreichischer Bibelübersetzer: Psalmenkommentar; Cantica | Augsburg (?), 1470                                                         | Papier               | 286 Blatt | 30,4 × 20,6 | Digitalisat   |
| Cpg 33  | Berthold [der Bruder]: Die deutsche Summa Johannis | Südwestdeutschland, 1. Viertel 15. Jh.                                     | Papier               | 154 Blatt | 30,2 × 21   | Digitalisat   |
| Cpg 34  | Biblia pauperum (Blockbuch); Apokalypse (Blockbuch); Bilder-Ars-moriendi (Blockbuch)                                                                                               | Mittelrhein/Südwestdeutschland, Ende 15. Jh.                               | Papier               | 147 Blatt | 29 × 21,4   | Digitalisat   |
| Cpg 35  | Bertholdus Ratisbonensis: Deutsche Predigten (Überlieferungsgruppe *Y) | Bayern, 1439                                                               | Papier               | 112 Blatt | 29,1 × 21,2 | Digitalisat   |
| Cpg 36  | Katechetische Sammelhandschrift | Heidelberg (?), Ende 15. Jh.                                               | Papier und Pergament | 168 Blatt | 28 × 20,4   | Digitalisat   |
| Cpg 37  | (1.) Caspar Schwenckfeld: Kommentar zur Augsburgerischen Konfession; (2.) Bibel AT (deutsch): Ecclesiastes, Sapientia                                                              | (1.) Heidelberg (?), 1540 (2.) Stuttgart (?), um 1495                      | Papier               | 136 Blatt | 27 × 21,5   | Digitalisat   |
| Cpg 38  | Das Buch der Könige (Herrscherchronik in der Schwabenspiegelfassung, Gruppe N) | Westdeutschland (?), 1. Hälfte 15. Jh.                                     | Papier               | 74 Blatt  | 28,9 × 21   | Digitalisat   |
| Cpg 39  | Evangelistar mit Glossen; Marquard von Lindau: Dekalogerklärung | Süddeutschland, 1. Viertel 15. Jh.                                         | Papier               | 92 Blatt  | 29,3 × 20,7 | Digitalisat   |
| Cpg 40  | Martin Luther: Eine Predigt, daß man Kinder zur Schule halten solle (Autograph) | Veste Coburg, 1530                                                         | Papier               | 41 Blatt  | 20,4 × 16   | Digitalisat   |
| Cpg 41  | Martin Luther: Predigten der Jahre 1535, 1537 und 1538 | Weimar, nach 1550                                                          | Papier               | 356 Blatt | 32 × 20,4   | Digitalisat   |
| Cpg 42  | Martin Luther: Predigten der Jahre 1538–1540 | Weimar, nach 1550                                                          | Papier               | 239 Blatt | 32,3 × 20,7 | Digitalisat   |
| Cpg 43  | Martin Luther: Predigten (Mt 23 und 24) | Weimar, nach 1550                                                          | Papier               | 207 Blatt | 31,7 × 20,2 | Digitalisat   |
| Cpg 44  | Martin Luther: Predigten (Io 1 und 2) | Weimar, nach 1550                                                          | Papier               | 230 Blatt | 32 × 20,6   | Digitalisat   |
| Cpg 45  | Martin Luther: Predigten (Io 3 und 4) | Weimar, nach 1550                                                          | Papier               | 156 Blatt | 31,7 × 20,2 | Digitalisat   |
| Cpg 46  | Martin Luther: Predigten (Io 6) | Weimar, nach 1550                                                          | Papier               | 153 Blatt | 31,9 × 20   | Digitalisat   |
| Cpg 47  | Martin Luther: Predigten (Io 7 und 8) | Weimar, nach 1550                                                          | Papier               | 154 Blatt | 31,8 × 20,3 | Digitalisat   |
| Cpg 48  | Martin Luther: Predigten der Jahre 1539, 1540 und 1544 | Weimar, nach 1550                                                          | Papier               | 205 Blatt | 31,7 × 21,5 | Digitalisat   |
| Cpg 49  | Martin Luther: Predigten der Jahre 1537 und 1538 | Weimar, nach 1550                                                          | Papier               | 364 Blatt | 32 × 20,5   | Digitalisat   |
| Cpg 50  | Bibliothekskatalog | Amberg/Heidelberg, nach 1588                                               | Papier               | 524 Blatt | 30,9 × 19,8 | Digitalisat   |
| Cpg 51  | Paracelsus: Auslegung des Psalters Davids | Neuburg/Donau, nach 1566                                                   | Papier               | 544 Blatt | 30,5 × 21,5 | Digitalisat   |
| Cpg 52  | Bartholomaeus Pitiscus: Leichenpredigt auf Pfalzgraf Ludwig Philipp; Johann Philipp Mylaeus: Leichenpredigt auf Daniel Tossanus; Jakob von Gültlingen: Bericht über seinen Prozess | Heidelberg, nach 1602                                                      | Papier               | 194 Blatt | 29,9 × 19,1 | Digitalisat   |
| Cpg 53  | Schwabenspiegel (1. Buch: Landrecht) | Westdeutschland (?), Ende 14. Jh.                                          | Pergament            | 139 Blatt | 23,6 × 17,5 | Digitalisat   |
| Cpg 54  | Schwarzwälder Predigten | Südwestdeutschland, 1. Hälfte 14. Jh.                                      | Pergament            | 185 Blatt | 25 × 18,9   | Digitalisat   |
| Cpg 55  | Evangelistar mit Glossen; Mitteldeutsche Predigten | Heidelberg, 1455                                                           | Papier               | 108 Blatt | 28,6 × 20,8 | Digitalisat   |
| Cpg 56  | Michael Breitschwert: Testament, Postille u. a. | Manubach/Nordeck (Hessen) (?), 1548–1551                                   | Papier               | 675 Blatt | 30 × 20,1   | Digitalisat   |
| Cpg 57  | Perikopen der Advents- und Weihnachtszeit mit Auslegungen | Heidelberg (?), Ende 16. Jh.                                               | Papier               | 264 Blatt | 30,9 × 20,4 | Digitalisat   |
| Cpg 58  | Summa purioris doctrinae de sacrosancta cena domini (deutsch) | Amberg (?), 1562                                                           | Papier               | 76 Blatt  | 29 × 20,4   | Digitalisat   |
| Cpg 59  | Biblia pauperum | Schweiz (?), 1518                                                          | Papier               | 44 Blatt  | 30 × 21,3   | Digitalisat   |
| Cpg 60  | Historienbibel; Irmhart Öser: Epistel des Rabbi Samuel an Rabbi Isaak; Brandans Reise u. a.                                                                                        | Südwestdeutschland, um 1460                                                | Papier               | 197 Blatt | 28,5 × 21,5 | Digitalisat   |
| Cpg 61  | Predigtsammlung; Dietrich von Apolda: Vita S. Elisabeth (deutsch) | Heidelberg, 1426                                                           | Pergament            | 100 Blatt | 22 × 15,5   | Digitalisat   |
| Cpg 62  | Evangelistar | Bayern, Ende 14. Jh.                                                       | Papier               | 59 Blatt  | 22,5 × 15,5 | Digitalisat   |
| Cpg 63  | Psalter; Kalender | Bamberg, 2. Viertel 15. Jh.                                                | Papier               | 141 Blatt | 20,8 × 14   | Digitalisat   |
| Cpg 64  | Liste der Epistel- und Evangelienperikopen u. a. | Augsburg, Mitte 15. Jh.                                                    | Papier               | 104 Blatt | 20,7 × 14,7 | Digitalisat   |
| Cpg 65  | John Mandeville: Reisen, in der Übersetzung Ottos von Diemeringen | Erbach, 3. Viertel 15. Jh.                                                 | Papier               | 143 Blatt | 27 × 19,7   | Digitalisat   |
| Cpg 66  | Marquard von Lindau: Eucharistietraktat | Bayern, 1445                                                               | Papier               | 82 Blatt  | 20,7 × 13,7 | Digitalisat   |
| Cpg 67  | Sigenot | Stuttgart (?) – Werkstatt des Ludwig Henfflin, um 1470                     | Papier               | 106 Blatt | 19,8 × 14,5 | Digitalisat   |
| Cpg 68  | Predigtsammlung | Heidelberg (?), nach 1426                                                  | Papier               | 118 Blatt | 19,7 × 13,6 | Digitalisat   |
| Cpg 69  | Theologische Schriften von Konrad Bömlin; Thomas Peuntner; Johannes von Neumarkt u. a.                                                                                             | Bayern, 2. Hälfte 15. Jh.                                                  | Papier               | 199 Blatt | 20,8 × 13,8 | Digitalisat   |
| Cpg 70  | Paul Schechs: Über den Propheten Jesaja | Heidelberg, 1578/79                                                        | Papier               | 49 Blatt  | 20 × 14,1   | Digitalisat   |
| Cpg 71  | Bartholomäus Hoffmann: Predigt über die hl. Elisabeth | Kaiserslautern, nach 1571                                                  | Papier               | 18 Blatt  | 20,3 × 16   | Digitalisat   |
| Cpg 72  | Daniel Tossanus: Zwei Predigten | Heidelberg, 1578                                                           | Papier               | 22 Blatt  | 19,8 × 15,6 | Digitalisat   |
| Cpg 73  | Theologische Sammelhandschrift | Amberg, 1559–1572                                                          | Papier               | 270 Blatt | 20,3 × 15,6 | Digitalisat   |
| Cpg 74  | Religionsgespräch | Mitteldeutschland (?), 1563                                                | Papier               | 167 Blatt | 18,6 × 15,9 | Digitalisat   |
| Cpg 75  | Akten des Wormser Religionsgesprächs 1557 | Südostdeutschland, nach 1557                                               | Papier               | 149 Blatt | 31 × 22     | Digitalisat   |
| Cpg 76  | Johannes von Tepl: Der Ackermann aus Böhmen | Stuttgart – Werkstatt des Ludwig Henfflin, um 1470                         | Papier               | 32 Blatt  | 31,1 × 21,2 | Digitalisat   |
| Cpg 77  | Ulrich Erthel: Beschreibung des Armbrustschießens in Stuttgart 1560 | Augsburg, um 1561                                                          | Papier               | 92 Blatt  | 41,9 × 28,5 | Digitalisat   |
| Cpg 77a | Österreichischer Bibelübersetzer: Psalmenkommentar | Bayern, 1. Hälfte 15. Jh                                                   | Papier               | 68 Blatt  | 28,5 × 20   | Digitalisat   |
| Cpg 78  | Ulrich Erthel: Beschreibung des Armbrustschießens in Stuttgart 1560 | Augsburg, um 1561                                                          | Papier               | 99 Blatt  | 40,8 × 28,1 | Digitalisat   |
| Cpg 79  | Verzeichnis von Lehnsgebern und Lehnsnehmern der Kurpfalz | Heidelberg, zwischen 1593 und 1595                                         | Papier               | 35 Blatt  | 32,6 × 20,5 | Digitalisat   |
| Cpg 80  | Etat des englischen Hofes (englisch) | England, nach 1608                                                         | Papier               | 36 Blatt  | 31,4 × 20,6 | Digitalisat   |
| Cpg 81  | Augsburger Geschlechter- und Hochzeitsregister | Augsburg (?), 1574/75                                                      | Papier               | 116 Blatt | 14,1 × 19,6 | Digitalisat   |
| Cpg 82  | Augsburger Hochzeitsregister | Augsburg (?), 1556/58                                                      | Papier               | 86 Blatt  | 14,7 × 20,5 | Digitalisat   |
| Cpg 83  | Formelbücher | verschiedene Orte in Süddeutschland, um 1475 – um 1485                     | Papier               | 57 Blatt  | 20,2 × 15,2 | Digitalisat   |
| Cpg 84  | Antonius von Pforr: Buch der Beispiele; Passionsgebet | Schwaben, um 1475/1482                                                     | Papier und Pergament | 241 Blatt | 32,5 × 23   | Digitalisat   |
| Cpg 85  | Antonius von Pforr: Buch der Beispiele | Schwaben, um 1480/1490                                                     | Papier               | 224 Blatt | 29,5 × 21   | Digitalisat   |
| Cpg 86  | Ulrich Boner (?): Der Edelstein | Süddeutschland, 1461                                                       | Papier               | 130 Blatt | 28,7 × 21,5 | Digitalisat   |
| Cpg 87  | Johann von Soest: Die Kinder von Limburg | Heidelberg, 1480                                                           | Papier               | 424 Blatt | 30 × 21,5   | Digitalisat   |
| Cpg 88  | Johannes Hartlieb: Alexander | Süddeutschland, 3. Viertel 15. Jh.                                         | Papier               | 168 Blatt | 29,6 × 20,7 | Digitalisat   |
| Cpg 89  | Schwabenspiegel | Hagenau, 2. Viertel 15. Jh.                                                | Papier               | 250 Blatt | 28,5 × 20,7 | Digitalisat   |
| Cpg 90  | Vitaspatrum (deutsch) | Süddeutschland, 1477                                                       | Papier               | 168 Blatt | 27,7 × 20,2 | Digitalisat   |
| Cpg 91  | Prosa-Lancelot (erster Teilband) | Westdeutschland, 2. Viertel 16. Jh.                                        | Papier               | 321 Blatt | 29,8 × 20,3 | Digitalisat   |
| Cpg 92  | Prosa-Lancelot (dritter Teilband) | Westdeutschland, 2. Viertel 16. Jh.                                        | Papier               | 198 Blatt | 29,5 × 20,4 | Digitalisat   |
| Cpg 93  | Passionsbetrachtung | Süddeutschland, um 1500                                                    | Papier               | 206 Blatt | 28,9 × 20,5 | Digitalisat   |
| Cpg 94  | Andreas Ratisbonensis: Chronik von den Fürsten zu Bayern | Süddeutschland, 3. Drittel 15. Jh.                                         | Papier               | 57 Blatt  | 41 × 28,3   | Digitalisat   |
| Cpg 95  | (1.) Bernhard Hertzog: Pfälzisch-historischer Kalender für das Jahr 1568; (2.) Erasmus Flock: Von dem Jungsten, unnd achten Cometen; (3.) Einnahmenverzeichnis                     | (1.) Zweibrücken (?), 1567/68; (2.) Süddeutschland, 1558; (3.) Pfalz, 1539 | Papier               | 122 Blatt | 31,1 × 22   | Digitalisat   |
| Cpg 96  | Andreas Ratisbonensis: Chronik von den Fürsten zu Bayern | Süddeutschland, Mitte 15. Jh.                                              | Pergament            | 27 Blatt  | 35 × 26     | Digitalisat   |
| Cpg 97  | Adam Reißner: Römische Historia | Mindelheim (?), 3. Viertel 16. Jh.                                         | Papier               | 404 Blatt | 29,5 × 21,3 | Digitalisat   |
| Cpg 98  | Hugo von Trimberg: Der Renner | Süddeutschland, 3. Viertel 15. Jh.                                         | Papier               | 213 Blatt | 30 × 21,5   | Digitalisat   |
| Cpg 99  | Pietro Paolo Vergerio: Actiones duae secretarii pontificii (deutsch) | Süddeutschland, 1557                                                       | Papier               | 119 Blatt | 31,1 × 21   | Digitalisat   |